# Simulium courtneyi
Simulium courtneyi es una especie de insecto del género Simulium, familia Simuliidae, orden Diptera.
Fue descrita científicamente por Takaoka & Adler, 1997.